# HBO Go
HBO Go là một dịch vụ phát trực tuyến video theo yêu cầu bắt buộc người dùng phải xác thực để sử dụng. Đây là dịch vụ của kênh truyền hình trả phí HBO, cho phép người đăng ký truy cập vào các chương trình của HBO qua nhiều thiết bị khác nhau như trang web chính thức, ứng dụng trên điện thoại di động, hoặc các thiết bị phát đa phương tiện kỹ thuật số. Để sử dụng dịch vụ này, người dùng cần có tài khoản thông qua nhà cung cấp truyền hình mà họ đang sử dụng.

## Lịch sử
HBO Go là phiên bản kế thừa của dịch vụ HBO on Broadband, một dịch vụ ra mắt vào tháng 1 năm 2008 dành riêng cho khách hàng của Time Warner Cable (khi đó là một bộ phận của công ty mẹ HBO, Time Warner) tại Green Bay và Milwaukee, Wisconsin. HBO on Broadband cung cấp 400 giờ nội dung, bao gồm phim truyện, phim gốc của HBO, chương trình đặc biệt và loạt phim, miễn phí thêm cho người đăng ký. Để truy cập dịch vụ này, người dùng cần có cả đăng ký HBO và dịch vụ internet Roadrunner của Time Warner Cable.
Vào ngày 18 tháng 2 năm 2010, HBO Go chính thức ra mắt, ban đầu chỉ có sẵn thông qua Verizon FiOS. Chỉ trong tuần đầu tiên, ứng dụng đã được tải xuống hơn một triệu lần, và đến tháng 6 năm 2011, con số này đã vượt qua ba triệu. Khi mới ra mắt, HBO Go chỉ có thể truy cập trên máy tính thông qua trang web của HBO. Các ứng dụng dành cho iOS và Android được phát hành vào ngày 29 tháng 4 năm 2011. Trong những năm tiếp theo, dịch vụ này đã mở rộng sang các nhà cung cấp khác, bao gồm AT&T U-verse, Comcast, Cox Communications, Time Warner Cable, DirecTV, Dish Network, Suddenlink Communications, Charter Communications, và các dịch vụ MVPD ảo như AT&T TV Now, AT&T TV, và Hulu.
Vào tháng 10 năm 2011, Roku trở thành thiết bị đầu tiên kết nối với TV hỗ trợ HBO Go. Sau đó, dịch vụ này cũng được mở rộng sang các nền tảng khác như Apple TV, Chromecast, PlayStation, TV thông minh của Samsung và Xbox. Việc hỗ trợ các thiết bị phụ thuộc vào thỏa thuận với nhà cung cấp truyền hình cáp. Đến tháng 1 năm 2019, HBO Go ngừng hỗ trợ cho PlayStation 3, Xbox 360 và TV thông minh Samsung sản xuất trước năm 2013.
Vào ngày 12 tháng 6 năm 2020, có thông báo rằng HBO Go sẽ ngừng hoạt động tại Hoa Kỳ vào ngày 31 tháng 7 năm 2020 để nhường chỗ cho HBO Max. HBO Now, một phiên bản dịch vụ HBO dành riêng cho người tiêu dùng trực tiếp, cũng được tích hợp vào HBO Max khi ra mắt cho hầu hết người đăng ký.
Warner Bros. Discovery tiếp tục sử dụng thương hiệu HBO Go cho các dịch vụ tại tám thị trường Đông Nam Á. Mặc dù WarnerMedia ban đầu dự định tái ra mắt các dịch vụ này dưới tên HBO Max vào năm 2022, nhưng kế hoạch đã bị hoãn lại. Vào ngày 19 tháng 11 năm 2024, các dịch vụ này, cùng với HBO Go tại các thị trường này, đã được đổi tên thành Max, tích hợp nội dung từ Discovery+. Điều này chính thức khép lại thương hiệu HBO Go sau 14 năm tồn tại.

## Nội dung
Trước đây, HBO Go cung cấp một tuyển tập các phim điện ảnh được phát hành tại rạp từ các hãng phim có thỏa thuận phân phối với HBO, bao gồm 20th Century Studios, Universal Pictures và Warner Bros. Pictures, công ty chị em của HBO. Một số lượng lớn các tựa phim được thêm vào và loại bỏ khỏi dịch vụ mỗi tháng.
Các loạt phim gốc của HBO luôn có sẵn trên nền tảng này, trong đó các tập mới thường được phát trực tuyến ngay khi chúng được phát sóng lần đầu tiên tại Hoa Kỳ theo múi giờ Eastern Time Zone trên kênh HBO truyền thống.
Một số loạt phim cũ của HBO không có sẵn trên HBO Go, bao gồm Tales from the Crypt, Tenacious D, 1st & Ten, Da Ali G Show và The Ricky Gervais Show. The Larry Sanders Show và Arliss chỉ được thêm vào lần lượt vào năm 2016 và 2018. HBO Go không cung cấp luồng phát trực tiếp các kênh tuyến tính của HBO, mặc dù nội dung sẽ được cung cấp sau khi phát sóng trên mạng lưới.

## Nền tảng
- Amazon Fire TV (16 tháng 12 năm 2014 – 4 tháng 3 năm 2017)[31]
- Android (29 tháng 4 năm 2011 – 1 tháng 4 năm 2018)[5]
- Android TV (18 tháng 2 năm 2010 – 31 tháng 7 năm 2020)[32]
- iOS (29 tháng 4 năm 2011 – 2 tháng 11 năm 2015)[5]
- Apple TV (19 tháng 6 năm 2013 – 8 tháng 3 năm 2022 (Trung và Đông Âu))[33]
- Google Chromecast (22 tháng 11 năm 2013 – 19 tháng 11 năm 2024 (Châu Á))[34]
- LG webOS (20 tháng 3 năm 2019 – 4 tháng 10 năm 2021)[35]
- Mola (5 tháng 9 năm 2020 – 2 tháng 12 năm 2021)[36]
- PlayStation 4 (3 tháng 3 năm 2015 – 5 tháng 9 năm 2022)[37]
- Thiết bị phát trực tuyến Roku (11 tháng 10 năm 2011 – 4 tháng 12 năm 2018)[38][39]
- TV thông minh Samsung, sản xuất từ năm 2013 trở đi (17 tháng 2 năm 2012 – 3 tháng 8 năm 2016)[40]
- TiVo (16 tháng 2 năm 2016 – 7 tháng 8 năm 2017)[41]
- Xbox One (20 tháng 11 năm 2014 – 4 tháng 9 năm 2017)[42]